# 余文𪹓
余文𪹓（左火右晉）（16世紀—17世紀），號太朴，四川重慶府長壽縣人，明朝、南明政治人物。

## 生平
余文𪹓是萬曆三十七年（1609年）的舉人，四十七年（1619年）成進士，獲授江都知縣，公正判決案件，然而為人坦恕不嚴苛，每晚為民事通宵端坐。天啟五年（1625年）行取福建道監察御史，轉任湖廣道御史，疏陳貴州軍事，請求削葉向高籍遭罷歸；崇禎初年恢復原職，但在四年（1631年）監考武會試不力被削籍，又和馬思理、高倬因事下大理寺，得陳廷抗疏救回。
後來余文𪹓得起用為南京大理寺右丞，歷任左少卿、大理卿後回鄉；永曆三年二月（1649年）他前往肇慶謁見永曆帝，擢官太子少保、右都御史，和宗室朱盛濃審問永曆朝五虎（袁彭年、劉湘客、金堡、丁時魁、蒙正發），再調左都御史署都察院，很快投降清朝。

## 家族
曾祖余鍾，教授，封乡宾。祖父余龍，训导，封户部员外郎。父余能继，知縣，入名宦。

## 引用
1. 1 2  錢海岳《南明史·卷五十六·列傳第三十二》：同（周光夏時）余文𪹓，長壽人。萬曆四十七年進士。授江都知縣，嚴重持正，勞心民事。天啟時，遷福建道御史，疏陳黔事，請削葉向高籍，罷歸。威宗立，起故官，監武會試。與馬思理、高倬事下理，陳于廷抗疏救之。未幾，再起大理右丞，歷左少卿、大理卿歸。永曆三年二月，謁肇慶，擢太子少保、右都御史。命與宗室盛濃審鞫五虎，調左署院。降於清。
2. ↑  光緒《重修長壽縣志·卷六·選舉》：萬厯三十七年己酉科（舉人） 余文𪹓 見進士
3. ↑  《萬曆四十七年己未科進士履歷》：余文晉，太朴，诗三，己丑十一月十六日生。長壽县人，己酉三十四，会一百四十九，三甲二百十一。礼部政，庚申授南直江都知县，甲子應天同考，乙丑行取考选，授付建道御史，养病，庚午補河南道，辛未云南巡按，革职。
4. ↑  雍正《江都縣志·卷十三·名宦志》：余文𪹓，四川長壽人，進士，萬曆末知江都。性嚴重，持正不阿，居心坦恕，不鍥急為治，每向夕端坐，竟夜不寢，勞心民事，仕至南大理寺卿。 康熙府志
5. ↑  《明熹宗悊皇帝實錄·卷五十八》：（天啟五年四月己卯）吏部等衙門考選行取各官……余文𪹓、李燦然、汪若極為福建道御史……
6. ↑  《明熹宗悊皇帝實錄·卷六十》：（天啟五年六月甲午）兵部覆四川廵按御史溫皋謨、湖廣道御史余文𪹓疏云……
7. ↑  《崇禎實錄·卷四》：（崇禎四年八月庚申）諭武舉試藝毋專取文藻，兵部覆試武舉奏技勇多不稱，遂削前監試御史余文𪹓等籍，下主試左春坊楊世芳、劉必達于獄。